# Nova Ponente
Nova Ponente (Deutschnofen in tedesco, lett. "Nova tedesca") è un comune italiano di 4 130 abitanti della provincia autonoma di Bolzano in Trentino-Alto Adige che si trova nella Val d'Ega.

## Origini del nome
Il toponimo è attestato in documenti latini come Nova nel 1175 e come Nova Teutonica nel 1209, in documenti tedeschi come Teuschennoeven e Teutschenofen nel 1336 e come Tawtschenofen nel 1411 deriva dal latino nova ("terreno messo a coltura da poco") e teutonico ("tedesco").
Il borgo, infatti, era originariamente abitato da tirolesi di lingua tedesca, mentre la vicina località di Nova Levante (in tedesco Welschnofen, lett. "Nova ladina") era abitata da tirolesi di lingua ladina. Oggi in tutta la zona è maggioritaria la lingua tedesca, mentre il ladino è praticamente scomparso.

## Storia
L'insediamento è sostanzialmente medioevale, dovuto alla colonizzazione in altura nell'epoca di Mainardo II, conte del Tirolo, tant'è che quasi tutti i masi compaiono per la prima volta citati nel grande censimento da lui operato nel 1288. Già nel 1434, la comunità di Nova Ponente, chiamata in un documento giudiziale lewtte und gemainschaft von Tewtschenofen, agisce quale aggregazione politica autonoma in una disputa sugli introiti intrattenuta con la famiglia nobiliare Botsch di Bolzano.
Il commercio del legno era fin dal Medioevo una delle fonti di ricchezza del luogo. Ne valga d'esempio che, nel 1614, legname fornito dal Tschufflerhof di Nova Ponente fu addirittura utilizzato per la costruzione del sottotetto del duomo di Bologna.

### Simboli
Il colore bianco simboleggia i giacimenti di dolomite ed il rosso quelli di porfido quarzifero; il ramo rappresenta la boscosità del comune. Lo stemma è stato adottato nel 1969.

## Monumenti e luoghi d'interesse

### Architetture religiose
- Chiesa dei Santi Udalrico e Volfango, chiesa parrocchiale.
- Chiesa di San Pietro, chiesa parrocchiale nella frazione di Monte San Pietro.
- Chiesa di Sant'Elena, la chiesa più antica di Nova Ponente.[11]

## Società

### Appartenenza linguistica
La sua popolazione è in larga maggioranza di madre lingua tedesca:
| %      | Ripartizione linguistica (gruppi principali) |
| ------ | -------------------------------------------- |
| 95,42% | madrelingua tedesca                          |
| 4,33%  | madrelingua italiana                         |
| 0,25%  | madrelingua ladina                           |

### Evoluzione demografica
Abitanti censiti

## Geografia antropica

### Località

#### Obereggen
Obereggen (che in italiano è stato tradotto nel 1940 in "San Floriano", raramente utilizzato, ed anticamente in ladino "Sèn Florià Sorega") è una frazione del comune di Nova Ponente, situata a 1.550 metri di altezza sopra il livello del mare, sotto la catena del Latemar, in Val d'Ega, e conta circa 900 abitanti.
Il toponimo è attestato per la prima volta già nel 1330 come Oberhechen e poi nel 1767 come Ober Eggen.
È base del comprensorio sciistico ed alberghiero Ski Center Latemar, il quale è parte del noto Dolomiti Superski. I numerosi impianti all'avanguardia e la zona in generale sono frequentati in particolare di inverno, dato il gran numero di piste da sci e da slittino praticabili.
Frazione di riferimento è quella di San Nicolò d'Ega (St. Nikolaus/Eggen), paese a pochi chilometri.

#### Pietralba
Il santuario di Pietralba (Wallfahrtsort Maria Weißenstein) è un luogo di culto mariano sorto in seguito alle visioni di un abitante del paese, il contadino Leonhard Weißensteiner, nel 1553. Tale santuario, sito in località omonima, è visitato ogni anno da numerosi pellegrini devoti alla Madonna; tra essi vi sono stati anche papa Giovanni Paolo I e papa Giovanni Paolo II.
Vicino al santuario, nel bosco limitrofo vi si trova l'eremo di Leonhard Weißensteiner, dove sarebbe avvenuta l'apparizione della Madonna. Luogo interessante anche dal punto di vista naturalistico, per il panorama sulle Dolomiti e da base per escursioni di media/facile difficoltà.
Frazione di riferimento è quella di Monte San Pietro (St. Petersberg), paese ad 1 chilometro.

## Amministrazione
| Periodo  | Periodo   | Primo cittadino      | Partito | Carica  | Note |
| -------- | --------- | -------------------- | ------- | ------- | ---- |
| nel 1990 |           | Hans Zelger          |         | Sindaco |      |
| 2000     | 2015      | Bernhard Daum        | SVP     | Sindaco |      |
| 2015     | 2019      | Christian Gallmetzer | SVP     | Sindaco |      |
| 2019     | in carica | Bernhard Daum        | SVP     | Sindaco |      |

## Economia e trasporti
Nova Ponente, per la sua attenzione a favorire il turismo sostenibile e la mobilità dolce, fa parte del consorzio delle Perle delle Alpi.